# Jugna (vattendrag i Vitryssland)
Jugna (ryska: Югна) är ett vattendrag i Belarus.   Det ligger i voblasten Vitsebsks voblast, i den norra delen av landet, 140 km nordost om huvudstaden Minsk.
Runt Jugna är det ganska glesbefolkat, med 27 invånare per kvadratkilometer.